# Unidos do Ocian
A G.R.C.E.S. Unidos da Ocian é uma escola de samba de Praia Grande, São Paulo. Tradicional bloco da cidade, desfilou como escola de samba pela primeira vez em 2010, com um enredo sobre as culturas do Norte e Nordeste do Brasil.

## Segmentos

### Presidentes
| Nome                      | Mandato | Ref.  |
| ------------------------- | ------- | ----- |
| Maria Aparecida dos Anjos | ? - ?   | [ 1 ] |

## Carnavais
| Ano  | Colocação   | Grupo    | Enredo                                                                                  | Carnavalesco | Intérprete  | Ref.  |
| ---- | ----------- | -------- | --------------------------------------------------------------------------------------- | ------------ | ----------- | ----- |
| 2010 | Vice-campeã | Grupo II | Culturas do Norte e Nordeste, Sambando com o Cabra da Peste Compositor:Xixa             |              | Katy Marrom | [ 1 ] |
| 2011 |             | Grupo I  | Cultura e Tradições Ciganas                                                             |              |             |       |
| 2014 |             | Grupo I  | To no Jogo                                                                              |              |             |       |
| 2015 | 5º lugar    | Acesso   | Nesta noite de alegria, vamos todos festejar. Hoje nesta avenida Xangô quero homenagear |              |             | [ 2 ] |